# 摩羯座β
摩羯座β，又名BD-15 5629，HD 193495、SAO 163481、HR 7776，是摩羯座的一颗恒星，视星等为3.08，位于銀經29.15，銀緯-26.37，其B1900.0坐标为赤經20h 15m 23.6s，赤緯-15° -26.37′ 50″。